# اواندر

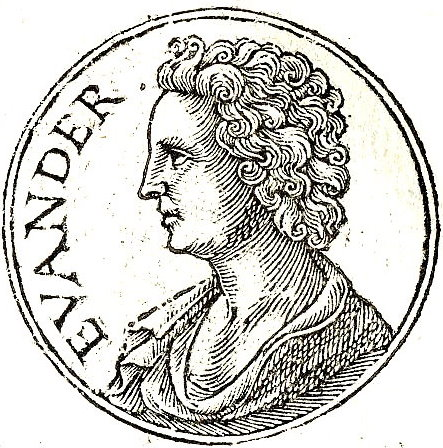
نگاره‌ای از اواندر، برگرفته از کتاب گنجینه تصاویر شخصیت‌های بزرگ تاریخ، اثر گیوم رویل

اواندر (به یونانی: Εὔανδρος، اِئوآندروس) به‌معنای «مرد خوب، نیرومند» که برای اشاره به فضایل این قهرمان بکار می‌رود، قهرمانی از آرکادیا، پلوپونز، یونان بود که گفته می‌شود دوازده ایزد المپ‌نشین، حقوق و الفبای یونانی را با خود به شبه‌جزیره ایتالیا برد، جایی که شهر باستانی پالانتیوم را بر تپه پالاتیوم و در مکانی که بعدها شهر رم پی‌ریخته شد بنا کرد (شصت سال قبل از جنگ تروآ). او جشنواره لوپرکالیا را پی‌ریخت. اواندر پس از مرگش ایزدانگاشته شد و قربانگاهی به‌افتخار او در تپه آونتین بنا شد. او فرزند هرمس و کارمنتا بود.
استرابون داستانی را نقل می‌کند که بموجب آن شهر رم فی‌الواقع یک مستعمره آرکادیایی تأسیس‌شده بدست اواندر است.

## پانوشت
1. ↑  تیتوس لیویوس. از پیدایش روم. ج. یکم. صص. گفتار ۵.